# Ephestia
Ephestia é um gênero de mariposa pertencente à família Crambidae.